# Shuttleworth Foundation
De Shuttleworth Foundation (TSF) is een Zuid-Afrikaanse non-profitorganisatie. De organisatie werd in 2001 opgericht door Mark Shuttleworth als experiment met het doel om fondsen te schenken aan mensen die werken aan sociale verandering. De organisatie heeft bestaan in diverse iteraties. Er wordt een fellowmodel gevolgd waarbij fellows fondsen krijgen, aangepast aan hun ervaring, ter compensatie van een jaarsalaris zodat zij in staat gesteld worden om gedurende dat jaar aan een idee te werken.
Relevante fellows zijn onder andere Marcin Jakubowski, Rufus Pollock en Mark Surman.